# افراین آلوارز
افراین آلوارز (انگلیسی: Efraín Álvarez؛ زادهٔ ۱۹ ژوئن ۲۰۰۲) بازیکن فوتبال اهل ایالات متحده آمریکا است که در پست هافبک برای باشگاه تیجوانا بازی می‌کند.